# Liste des œuvres d'art de la Corrèze

## Liste
Les œuvres sont classées par ordre alphabétique de communes et, au sein de celles-ci, par ordre chronologique d'installation, dans la mesure des informations disponibles.

### Sculptures
| Œuvre                                          | Auteur                 | Commune               | Localisation                                                  | Notes | Installation | Coordonnées                      | Illustration |
| ---------------------------------------------- | ---------------------- | --------------------- | ------------------------------------------------------------- | --- | ------------ | -------------------------------- | --- |
| La Fleur                                       | Pierre Desvaux         | Aubazines             | À déterminer                                                  | | À déterminer | à géolocaliser                   | Image manquante |
| Souvenirs                                      | Li Xiao, Ying Wen      | Aubazines             | À déterminer                                                  | | À déterminer | à géolocaliser                   | Image manquante |
| Statue du général Marcellin Marbot,            | Pierre Thézé           | Beaulieu-sur-Dordogne | Place Marbot de Beaulieu (anciennement place Barbecane)       | Représente Marcellin Marbot. Remplace l'originale en bronze, réalisée en 1895 par Édouard-François Millet de Marcilly. | 1945         | à géolocaliser                   | Statue du général Marcellin Marbot« Monument au général de Marbot à Beaulieu-sur-Dordogne », sur À nos grands hommes,« Monument au général de Marbot à Beaulieu-sur-Dordogne », sur e-monumen |
| Statue du maréchal Guillaume Brune,            | François Lanno         | Brive-la-Gaillarde    | Sur la place du 14 juillet (anciennement place de la Guierle) | Représente Guillaume Brune. | 1841         | à géolocaliser                   | Image manquante |
| Monument au lieutenant-colonel Joseph Germain, | Jean-Bernard Descomps  | Brive-la-Gaillarde    | Square Germain Auboiroux (anciennement place Thiers)          | Le Tirailleur sénégalais, les armes de ville et le buste originaux de 1914 sont fondus sous le régime de Vichy, dans le cadre de la mobilisation des métaux non ferreux. Le buste est volé en 1986. Il est retrouvé en 1994 et replacé sur son piédestal. | 1947         | à géolocaliser                   | Image manquante |
| Le Coffret des poètes                          | Valentina Arena        | Condat-sur-Ganaveix   | À déterminer                                                  | | 2009         | à géolocaliser                   | Image manquante |
| La Colombe violoniste                          | Jacques Billon         | Condat-sur-Ganaveix   | À déterminer                                                  | | 2007         | à géolocaliser                   | Image manquante |
| Jouons                                         | Renate Verbrugge       | Condat-sur-Ganaveix   | À déterminer                                                  | | 2006         | à géolocaliser                   | Image manquante |
| Passion                                        | Ludovic Thonet         | Condat-sur-Ganaveix   | À déterminer                                                  | | 2008         | à géolocaliser                   | Image manquante |
| Re e Regina                                    | Giovanni Carosi        | Condat-sur-Ganaveix   | Rond-point de Faugeras                                        | | 2004         | à géolocaliser                   | Image manquante |
| Tout feu, tout flamme                          | Jean-Benoît Hannecart  | Condat-sur-Ganaveix   | À déterminer                                                  | | 2005         | à géolocaliser                   | Image manquante |
| La Vache en herbe                              | Raphaëlle Duval        | Condat-sur-Ganaveix   | À déterminer                                                  | | 2010         | à géolocaliser                   | Image manquante |
| L'Arbre à palabre                              | Samuel Lepetit         | Espartignac           | À déterminer                                                  | | 2009         | à géolocaliser                   | Image manquante |
| Graine germée                                  | Pedro Jordan           | Espartignac           | À déterminer                                                  | | 2010         | à géolocaliser                   | Image manquante |
| L'Ivresse de ton parfun                        | Gilles Vitaloni        | Espartignac           | À déterminer                                                  | | 2008         | à géolocaliser                   | Image manquante |
| Nymphe s'apprétant à la baignade               | Skiba                  | Espartignac           | À déterminer                                                  | | 2004         | à géolocaliser                   | Image manquante |
| Prométhée                                      | Viorel Énache          | Espartignac           | À déterminer                                                  | | 2005         | à géolocaliser                   | Image manquante |
| Saut' Mouton                                   | Pascal Noël            | Espartignac           | À déterminer                                                  | | 2007         | à géolocaliser                   | Image manquante |
| Symphonie                                      | Gilles Vitaloni        | Espartignac           | À déterminer                                                  | | 2006         | à géolocaliser                   | Image manquante |
| La Courageuse                                  | Spéranza               | Eyburie               | À déterminer                                                  | | 2005         | à géolocaliser                   | Image manquante |
| L'Envolée champêtre                            | Pascal Noël            | Eyburie               | À déterminer                                                  | | 2010         | à géolocaliser                   | Image manquante |
| Espoir de paix                                 | Julien Baron           | Eyburie               | À déterminer                                                  | | 2007         | à géolocaliser                   | Image manquante |
| Harmonie                                       | Jean-Benoît Hannecart  | Eyburie               | À déterminer                                                  | | 2006         | à géolocaliser                   | Image manquante |
| Héros                                          | David Corraux          | Eyburie               | À déterminer                                                  | | 2009         | à géolocaliser                   | Image manquante |
| Invitation au voyage                           | Raphaëlle Duval        | Eyburie               | À déterminer                                                  | | 2008         | à géolocaliser                   | Image manquante |
| Source intérieure                              | Viorel Enache          | Eyburie               | À déterminer                                                  | | 2004         | à géolocaliser                   | Image manquante |
| La Femme de l'eau                              | Pia Moorrees           | Lamongerie            | À déterminer                                                  | | 2004         | à géolocaliser                   | Image manquante |
| The Fire                                       | Nicolae Mincu          | Lamongerie            | À déterminer                                                  | | 2005         | à géolocaliser                   | Image manquante |
| Ange pour la paix                              | Aurélie Moreau         | Masseret              | À déterminer                                                  | | 2007         | à géolocaliser                   | Image manquante |
| Ardanse                                        | Fréderic Chambard      | Masseret              | À déterminer                                                  | | 2005         | à géolocaliser                   | Image manquante |
| Chant                                          | Sophie Tauss           | Masseret              | À déterminer                                                  | | 2006         | à géolocaliser                   | Image manquante |
| L'Essence des mots                             | Pascal Noël            | Masseret              | À déterminer                                                  | | 2009         | à géolocaliser                   | Image manquante |
| Il n'y a pas de feuilles sans pomme            | Fanny Chabaud          | Masseret              | À déterminer                                                  | | 2010         | à géolocaliser                   | Image manquante |
| L'Ivresse                                      | Bazin Bidaud           | Masseret              | À déterminer                                                  | | 2008         | à géolocaliser                   | Image manquante |
| Tourbillon                                     | Florentin Tanas        | Masseret              | À déterminer                                                  | | 2004         | à géolocaliser                   | Image manquante |
| Cairn, autel de feu                            | Marc Pedoux            | Meilhards             | À déterminer                                                  | | 2005         | à géolocaliser                   | Image manquante |
| Équilibre                                      | Pascal Noël            | Meilhards             | À déterminer                                                  | | 2008         | à géolocaliser                   | Image manquante |
| L'Espoir de paix                               | Christophe Poëncet     | Meilhards             | À déterminer                                                  | | 2007         | à géolocaliser                   | Image manquante |
| La Liseuse à l'orée du bois                    | Jacques Billon         | Meilhards             | À déterminer                                                  | | 2009         | à géolocaliser                   | Image manquante |
| Mouvementée                                    | Pia Moorrees           | Meilhards             | À déterminer                                                  | | 2006         | à géolocaliser                   | Image manquante |
| Le Passeur des âmes                            | Michel Aksent          | Meilhards             | À déterminer                                                  | | 2004         | à géolocaliser                   | Image manquante |
| Sans titre                                     | Robert Julius Jacobsen | Meymac                | Abbaye Saint-André, centre d'art contemporain                 | | 1991         | 45° 32′ 07″ nord, 2° 08′ 50″ est | Image manquante |
| L'Arbre d'Alice                                | Raphaëlle Duval        | Saint-Ybard           | À déterminer                                                  | | 2009         | à géolocaliser                   | Image manquante |
| Eau mémoire                                    | Sophie Tauss           | Saint-Ybard           | À déterminer                                                  | | 2004         | à géolocaliser                   | Image manquante |
| Envolée pour la paix                           | Gilles Vitaloni        | Saint-Ybard           | À déterminer                                                  | | 2007         | à géolocaliser                   | Image manquante |
| Évolution                                      | Yann-Loü Lara          | Saint-Ybard           | À déterminer                                                  | | 2005         | à géolocaliser                   | Image manquante |
| Flûtiste enchanteresse                         | Jean-Marc Bourasseau   | Saint-Ybard           | À déterminer                                                  | | 2006         | à géolocaliser                   | Image manquante |
| L'Ivresse de l'effort                          | Vincent Lievore        | Saint-Ybard           | À déterminer                                                  | | 2008         | à géolocaliser                   | Image manquante |
| Baïla del fuoco                                | Giovanni Carosi        | Salon-la-Tour         | À déterminer                                                  | | 2005         | à géolocaliser                   | Image manquante |
| Diapason                                       | Sestilio Burattini     | Salon-la-Tour         | À déterminer                                                  | | 2006         | à géolocaliser                   | Image manquante |
| Les Marches de la connaissance                 | Philippe Barzic        | Salon-la-Tour         | À déterminer                                                  | | 2009         | à géolocaliser                   | Image manquante |
| Protection                                     | Ludovic Thonet         | Salon-la-Tour         | À déterminer                                                  | | 2007         | à géolocaliser                   | Image manquante |
| Source de vie                                  | Jean-Benoît Hannecart  | Salon-la-Tour         | À déterminer                                                  | | 2004         | à géolocaliser                   | Image manquante |
| Tire-bouchon                                   | Michel Boisgerault     | Salon-la-Tour         | À déterminer                                                  | | 2008         | à géolocaliser                   | Image manquante |
| Statue de Charles Lachaud,                     | Claude Bouscau         | Treignac              | Place de la République                                        | Représente Charles Lachaud. L'originale en bronze, réalisée par Henri Allouard en 1897 est fondue sous le régime de Vichy, dans le cadre de la mobilisation des métaux non ferreux.                                                                       | 1949         | à géolocaliser                   | Statue de Charles Lachaud« Monument à Charles Lachaud à Treignac », sur À nos grands hommes,« Monument à Charles Lachaud à Treignac », sur e-monumen                                          |
| Sans titre                                     | Daniel Resal           | Ussel                 | Avenue Thiers                                                 | | 1988         | 45° 32′ 45″ nord, 2° 18′ 18″ est | Image manquante |
| Les Solitudes : La Nuit                        | Alexandre Gherban      | Ussel                 | Place de la République                                        | | 1988         | 45° 32′ 52″ nord, 2° 18′ 35″ est | Image manquante |
| Status post historicus                         | Braco Dimitrijevic     | Ussel                 | Musée d'Ussel                                                 | | 1985         | 45° 32′ 56″ nord, 2° 18′ 50″ est | Image manquante |
| À la source                                    | François Fernandez     | Uzerche               | À déterminer                                                  | | 2004         | à géolocaliser                   | Image manquante |
| La Colporteuse de paix                         | Thierry Chollat        | Uzerche               | À déterminer                                                  | | 2007         | à géolocaliser                   | Image manquante |
| Danse ivresse...                               | Jean-Marc Bourasseau   | Uzerche               | À déterminer                                                  | | 2008         | à géolocaliser                   | Image manquante |
| La Découverte du feu                           | Jean-Marc Bourasseau   | Uzerche               | À déterminer                                                  | | À déterminer | à géolocaliser                   | Image manquante |
| Muse                                           | Philippe Olive         | Uzerche               | À déterminer                                                  | | 2009         | à géolocaliser                   | Image manquante |
| Xyloharpe                                      | Isis Bi                | Uzerche               | À déterminer                                                  | | 2006         | à géolocaliser                   | Image manquante |

### Monuments aux morts
| Œuvre                                                       | Auteur                                 | Commune               | Localisation                                                  | Notes                                                     | Installation | Coordonnées                      | Illustration                                                |
| ----------------------------------------------------------- | -------------------------------------- | --------------------- | ------------------------------------------------------------- | --------------------------------------------------------- | ------------ | -------------------------------- | ----------------------------------------------------------- |
| Poilu au repos (monument aux morts)                         | Copie d'après Étienne Camus            | Auriac                | Au bord de la rue du Sudour (RD 65), près de la mairie        |                                                           | À déterminer | 45° 12′ 14″ nord, 2° 08′ 53″ est | Monument aux morts d'Auriac                                 |
| Monument aux fusillés du 16 février 1944                    | À déterminer                           | Beyssenac             | À déterminer                                                  | Égalemenent appelé Monument au massacre du pont Lasveyras | À déterminer | à géolocaliser                   | Monument aux fusillés du 16 février 1944                    |
| La Victoire en chantant (monument aux morts),               | Copie d'après Charles Édouard Richefeu | Donzenac              | Sur la place de la Mairie                                     |                                                           | À déterminer | 45° 13′ 40″ nord, 1° 31′ 24″ est | Monuments aux morts de Donzenac                             |
| Poilu au repos (monument aux morts)                         | Copie d'après Étienne Camus            | Monceaux-sur-Dordogne | Près de l'église saint Martin                                 |                                                           | À déterminer | 45° 04′ 54″ nord, 1° 54′ 28″ est | Monuments aux morts de Monceaux-sur-Dordogne                |
| Poilu au repos (monument aux morts)                         | Copie d'après Étienne Camus            | Saint-Jal             | Sur la place de la Mairie, devant la mairie et la poste       |                                                           | À déterminer | 45° 23′ 50″ nord, 1° 38′ 39″ est | Monuments aux morts de Saint-Jal                            |
| Poilu au repos (monument aux morts)                         | Copie d'après Étienne Camus            | Saint-Julien-Maumont  | À côté de l'église Saint-Julien                               |                                                           | À déterminer | 45° 02′ 17″ nord, 1° 42′ 19″ est | Monument aux morts de Saint-Julien-Maumont                  |
| Monuments aux morts                                         | À déterminer                           | Sainte-Féréole        | Dans le cimetière                                             |                                                           | À déterminer | à géolocaliser                   | Image manquante                                             |
| Monuments aux fusillés du 15 novembre 1943                  | À déterminer                           | Sainte-Féréole        | Lieu-dit « La Besse »                                         |                                                           | À déterminer | à géolocaliser                   | Image manquante                                             |
| Monument aux morts de 1870                                  | À déterminer                           | Tulle                 | Dans le cimetière, dans le carré militaire du Puy-Saint-Clair |                                                           | 1892         | à géolocaliser                   | Monument aux morts de 1870                                  |
| Monument aux morts de 14-18                                 | Henri Coutheillas                      | Tulle                 | Sur le Rocher des Malades                                     |                                                           | 1924         | à géolocaliser                   | Monument aux morts de 14-18                                 |
| Monument aux Martyrs du 9 juin 1944                         | À déterminer                           | Tulle                 | À déterminer                                                  | Commémore le massacre de Tulle.                           | À déterminer | à géolocaliser                   | Image manquante                                             |
| Monument aux Martyrs du 9 juin 1944                         | À déterminer                           | Tulle                 | Dans le champ des Martyrs, au bord de la RD 1089              | Commémore le massacre de Tulle.                           | 1950         | 45° 15′ 06″ nord, 1° 45′ 10″ est | Image manquante                                             |
| Monument de la Résistance, de la Déportation et des Martyrs | À déterminer                           | Vitrac-sur-Montane    | Sur l'aire de repos de la Corrèze de l'A89                    |                                                           | 2004         | 45° 21′ 31″ nord, 1° 56′ 07″ est | Monument de la Résistance, de la Déportation et des Martyrs |

### Fontaines
| Œuvre    | Auteur       | Commune | Localisation             | Notes             | Installation | Coordonnées    | Illustration |
| -------- | ------------ | ------- | ------------------------ | ----------------- | ------------ | -------------- | ------------ |
| Fontaine | À déterminer | Naves   | Sur la place de l'Église | Inscrit MH (1927) | À déterminer | à géolocaliser | Fontaine     |

### Œuvres disparues ou retirées
| Œuvre                                   | Auteur               | Commune            | Localisation                                                                    | Notes | Installation | Coordonnées    | Illustration    |
| --------------------------------------- | -------------------- | ------------------ | ------------------------------------------------------------------------------- | --- | ------------ | -------------- | --------------- |
| Le Semeur,                              | Domenico Trentacoste | Bort-les-Orgues    | À déterminer                                                                    | Fondue sous le régime de Vichy, dans le cadre de la mobilisation des métaux non ferreux. | 1936         | à géolocaliser | Image manquante |
| Statue du docteur François Jean Majour, | François Lanno       | Brive-la-Gaillarde | Dans le square Majour, renommé square Chassagnac par la suite                   | Fondue sous le régime de Vichy, dans le cadre de la mobilisation des métaux non ferreux. Le piédestal est resté vide. | 1841         | à géolocaliser | Image manquante |
| Jeune Faune avec un bouc,               | Raymond Barthélemy   | Neuvic             | Sur une fontaine sur la place de la Résistance (anciennement place du Chevrier) | Également appelé Le Chevrier ou Berger jouant avec un chevreau ou Faune jouant avec un chevreau ou Faune et chevreau. Érigée en 1932 sur la place du marché. Retirée en 2015 et installée dans le hall de la mairie pour la protéger. | 1987         | à géolocaliser | Image manquante |